# 卵唇粉蝶蘭
卵唇粉蝶蘭（学名：Platanthera minor）为蘭科粉蝶蘭屬下的一个种。其种加词“minor”意为“较小的”。